# Ladoffa yusti
Ladoffa yusti är en insektsart som beskrevs av Young 1977. Ladoffa yusti ingår i släktet Ladoffa och familjen dvärgstritar. Inga underarter finns listade i Catalogue of Life.